# The Height of Callousness
The Height of Callousness es el segundo álbum de estudio de la banda estadounidense de nu metal Spineshank. Fue lanzado el 9 de octubre de 2000 a través de Roadrunner Records y fue producido por Garth "GGGarth" Richardson junto al guitarrista de Spineshank Mike Sarkisyan y el baterista Tommy Decker, y fue grabado en Mushroom Studios en Vancouver, Canadá. El álbum tiene un sonido más pesado y agresivo que el primer álbum de la banda Strictly Diesel (1998), e incorpora más elementos melódicos y electrónicos. Sus temas son la depresión, la traición, la ira, la duda y la confianza en uno mismo.
Los críticos elogiaron a The Height of Callousness por su composición mejorada y pegadiza, pero otros criticaron su agresividad. El álbum vendió 3.682 copias en su primera semana, debutando en el puesto número 183 de la lista de Billboard 200 de Estados Unidos y alcanzando el puesto número 104 en la lista de álbumes del Reino Unido. Las canciones "Synthetic" y "New Disease" fueron lanzadas como sencillos del álbum, y ambos temas fueron acompañados por videos musicales. "New Disease" alcanzó el puesto número 33 en la lista de Mainstream Rock Tracks de Estados Unidos y el número 84 en la lista de sencillos del Reino Unido.

## Lista de canciones
| N.º | Título                      | Duración |  |
| 1.  | «Asthmatic»                 | 3:30     |  |
| 2.  | «The Height of Callousness» | 3:03     |  |
| 3.  | «Synthetic»                 | 3:10     |  |
| 4.  | «New Disease»               | 3:14     |  |
| 5.  | «(Can't Be) Fixed»          | 3:12     |  |
| 6.  | «Cyanide 2600»              | 3:10     |  |
| 7.  | «Play God»                  | 4:02     |  |
| 8.  | «Malnutrition»              | 3:30     |  |
| 9.  | «Seamless»                  | 3:44     |  |
| 10. | «Negative Space»            | 2:39     |  |
| 11. | «Transparent»               | 3:53     |  |

| Collector's Digipak Edition |                                                       |          |  |
| N.º                         | Título                                                | Duración |  |
| 12.                         | «Perfect Ending»                                      | 3:48     |  |
| 13.                         | «Full Circle»                                         | 3:26     |  |
| 14.                         | «The Height of Callousness» (Fist Fuck Integrity Mix) | 3:19     |  |
| 15.                         | «Asthmatic» (Punctured Lung Mix)                      | 4:29     |  |

## Posicionamiento en lista
| Lista (2000–01)                                 | Posición |
| ----------------------------------------------- | -------- |
| UK Albums (OCC)                                 | 104      |
| UK Rock & Metal Albums (OCC)                    | 5        |
| Estados Unidos (Billboard 200)                  | 183      |
| Estados Unidos (Heatseekers Albums) (Billboard) | 13       |

## Personal
Spineshank
- Jonny Santos – voz
- Mike Sarkisyan – guitarra
- Robert Garcia – bajo, coros
- Tommy Decker – batería, electrónica, coros